# Mummenroth
Mummenroth ist als Weiler ein Teil der Gemarkung Brensbach und Teil des Ortsbezirks und der Gemeinde Brensbach im Odenwaldkreis in Hessen. Das Bestehen des Weilers ist unter der Schreibweise Mumetroth seit 1829 dokumentiert. 

## Geografische Lage
Mummenroth liegt etwa einen Kilometer nördlich von Brensbach am Rande des Märkerwalds. Der Weiler besteht im Wesentlichen aus zwei großen Gehöften.

## Verkehr
Mummenroth ist nur von Brensbach aus über die Waldstraße, eine Gemeindestraße, zu erreichen.